# Ironus andamanensis
Ironus andamanensis is een rondwormensoort uit de familie van de Ironidae.